# 楊五郎
楊五郎是《夷堅志》三志己卷四“楊五郎鬼”條說记载的鬼怪,传说有一個鬼身長一丈,兩臂粗壯如大腿,体格高大健壯,卻能靈活地騰躍作勢。此外还有“黑毛遍体” , “沸油煎其肉,化为黑水流去” 的描述。讲述的是言人杀鬼的故事，艺人塑造花和尚鲁智深的形象,最初大概受到五台山僧杨五郎的启发。

## 参看
- 楊延德
- 中国妖怪列表